# Jari Niemi
Jari Niemi (ur. 2 lutego 1977 w Nokii) – piłkarz fiński grający na pozycji środkowego pomocnika.

## Kariera klubowa
Karierę piłkarską Niemi rozpoczął w klubie TPV Tampere. W 1994 roku zadebiutował w jego barwach w pierwszej lidze fińskiej. W 1995 roku spadł z TPV do drugiej ligi. Na początku 1998 roku zmienił klub i przeszedł do Haki. W Hace grał przez dwa sezony i w obu (1998, 1999) wywalczył tytuł mistrza Finlandii. W 2000 roku odszedł do Tampere United, w którym występował do 2003 roku. W 2001 roku był z nim mistrzem kraju.
Na początku 2004 roku Niemi wyjechał do Belgii i został piłkarzem RAEC Mons. W pierwszej lidze belgijskiej swój debiut zanotował 17 stycznia 2004 w wygranym 3:0 domowym meczu z Germinalem Beerschot, w którym strzelił 2 gole. W Mons grał przez pół roku.
Latem 2004 roku Niemi odszedł z Mons do Standardu Liège. Zadebiutował w nim 13 sierpnia 2004 w przegranym 1:2 domowym spotkaniu z Royalem Charleroi. Jeszcze w trakcie sezonu 2004/2005 przeszedł do Sint-Truidense VV. Debiut w nim zaliczył 15 stycznia 2005 przeciwko RAEC Mons (1:4).
W 2006 roku Niemi wrócił do Finlandii i ponownie został zawodnikiem Tampere United. W 2007 roku wywalczył z Tampere dublet - mistrzostwo i Puchar Finlandii. Z kolei w 2009 roku zdobył Puchar Ligi Fińskiej. W 2011 roku został zawodnikiem trzecioligowego Ilves Tampere.
| Sezon   | Klub              | Kraj      | Rozgrywki     | Mecze | Bramki |
| ------- | ----------------- | --------- | ------------- | ----- | ------ |
| 1994    | TPV Tampere       | Finlandia | Veikkausliiga | 1     | 0      |
| 1995    | TPV Tampere       | Finlandia | Veikkausliiga | 12    | 0      |
| 1996    | TPV Tampere       | Finlandia | Ykkönen       | 21    | 6      |
| 1997    | TPV Tampere       | Finlandia | Ykkönen       | 26    | 8      |
| 1998    | FC Haka           | Finlandia | Veikkausliiga | 26    | 3      |
| 1999    | FC Haka           | Finlandia | Veikkausliiga | 28    | 3      |
| 2000    | Tampere United    | Finlandia | Veikkausliiga | 31    | 14     |
| 2001    | Tampere United    | Finlandia | Veikkausliiga | 32    | 3      |
| 2002    | Tampere United    | Finlandia | Veikkausliiga | 28    | 9      |
| 2003    | Tampere United    | Finlandia | Veikkausliiga | 28    | 10     |
| 2003/04 | RAEC Mons         | Belgia    | Eerste klasse | 17    | 4      |
| 2004/05 | Standard Liège    | Belgia    | Eerste klasse | 9     | 0      |
| 2004/05 | Sint-Truidense VV | Belgia    | Eerste klasse | 16    | 1      |
| 2005/06 | Sint-Truidense VV | Belgia    | Eerste klasse | 27    | 0      |
| 2006    | Tampere United    | Finlandia | Veikkausliiga | 15    | 7      |
| 2007    | Tampere United    | Finlandia | Veikkausliiga | 21    | 7      |
| 2008    | Tampere United    | Finlandia | Veikkausliiga | 18    | 4      |
| 2009    | Tampere United    | Finlandia | Veikkausliiga | 24    | 1      |
| 2010    | Tampere United    | Finlandia | Veikkausliiga | 22    | 0      |
| 2011    | Tampereen Ilves   | Finlandia | Kakkonen      | 10    | 3      |
| 2012    | Tampereen Ilves   | Finlandia | Kakkonen      | 20    | 2      |

## Kariera reprezentacyjna
W reprezentacji Finlandii Niemi zadebiutował 31 stycznia 2000 roku w wygranym 1:0 meczu Mistrzostw Nordyckich z Wyspami Owczymi. Od 2000 do 2005 roku rozegrał w kadrze narodowej 23 mecze, w których strzelił 3 gole.